# اینگونه زاده شده‌ام (آلبوم)
اینگونه زاده شده‌ام (به انگلیسی: Born This Way) دومین آلبوم استودیویی خوانندهٔ آمریکایی لیدی گاگا است. این آلبوم توسط اینترسکوپ رکوردز در ۲۳ می ۲۰۱۱ منتشر شد. نگارش و تهیه‌کنندگی مشترک آن به عهدهٔ گاگا با دیگر تهیه‌کنندگان، از جمله فرناندو گاریبی و ردوان که پیش از این با او کار کرده بودند، بوده است. او همچنین با هنرمندانی مانند کلارنس کلمونس و برایان می گیتاریست کوئین کار کرد. گاگا و گاریبی کارگردانان موسیقایی آلبوم هستند.
موسیقی اینگونه زاده شده‌ام از سبک‌های سینث-پاپ و دنس پاپ آثار پیشین او نشأت می‌گیرد و در عین حال اشکال مختلف سازهای آن آثار مانند الکترونیک راک و تکنو را تلفیق کرده است. این آلبوم شامل طیف وسیع تری از ژانرها، مانند هوی متال، دیسکو، هاوس و راک اند رول است. موضوع اشعار آن به مسائلی مانند جنسینگی، مذهب، آزادی، فمینیسم و فردگرایی می‌پردازد. علی‌رغم اختلاف نظرها در میان مفسران مذهبی و محافظه‌کار، این آلبوم با استقبال خوبی از سوی منتقدان موسیقی مواجه شد و آن‌ها سبک‌های مختلف موسیقی و آواز گاگا را ستودند. چندین نشریهٔ موسیقی این آلبوم را در فهرست بهترین‌های پایان سال خود قرار دادند. اینگونه زاده شده‌ام نامزد سه جایزه گرمی از جمله سومین نامزدی متوالی گاگا برای آلبوم سال شد. در سال ۲۰۲۰، رولینگ استون آن را در فهرست به‌روزشده ۵۰۰ آلبوم برتر تمام دوران گنجاند.
اینگونه زاده شده‌ام در صدر جدول‌های مختلف موسیقی سراسر جهان قرار گرفت؛ از جمله بیلبورد ۲۰۰ ایالات متحده که ۱٫۱۰۸ میلیون نسخه در هفته نخست فروخت—بالاترین فروش آلبوم در هفته نخست پنج سال اخیر. همچنین حدود ۴۴۰٫۰۰۰ نسخه در آمازون طی دو روز هفته نخست با قیمت ۹۹ سنت فروخت. این آلبوم از آن زمان توسط انجمن صنعت ضبط موسیقی ایالات متحده آمریکا گواهی پلاتین چهارگانه دریافت کرده است. چهار تک‌آهنگ آلبوم — «این‌گونه زاده شده‌ام»، «یهودا»، «لبه افتخار» و «تو و من» — در میان ده عنوان برتر بیلبورد هات ۱۰۰ ایالات متحده قرار گرفتند و «این‌گونه زاده شده‌ام» به مدت شش هفته در صدر بود. پنجمین تک‌آهنگ «ازدواج با شب» در میان ۳۰ عنوان برتر ایالات متحده قرار گرفت. «ازدواج با شب» پس از وایرال شدن در سرویس اشتراک ویدیو تیک‌تاک، یازده سال پس از انتشار، به عنوان ششمین تک‌آهنگ آلبوم در سال ۲۰۲۲ منتشر شد. طبق گزارش فدراسیون بین‌المللی صنعت فونوگرافی، اینگونه زاده شده‌ام سومین آلبوم پرفروش جهانی در سال ۲۰۱۱ بود. این آلبوم تا سال ۲۰۲۱، بیش از ۵٫۸ میلیارد استریم جهانی داشت و ۵٫۲ میلیون نسخه فیزیکی و ۳۱ میلیون نسخهٔ تک‌آهنگ دیجیتالی فروش داشته است.
گاگا ترانه‌هایی از این آلبوم را در مناسبت‌های مختلف مانند پنجاه و سومین مراسم جایزه گرمی و جوایز ویدئو موسیقی ام‌تی‌وی ۲۰۱۱، و همچنین در تلویزیون سراسری و در رویدادهای دیگر، از جمله سومین تور کنسرت او، بورن دیس وی بال (۲۰۱۲) –۲۰۱۳) اجرا کرد. در نوامبر ۲۰۱۱، اینگونه زاده شده‌ام و آلبوم ریمیکس آن، اینگونه زاده شده‌ام: ریمیکس به عنوان یک آلبوم تلفیقی با عنوان اینگونه زاده شده‌ام: مجموعه گردآوری شدند. در ۲۵ ژوئن ۲۰۲۱، گاگا نسخهٔ دهمین سالگرد را منتشر کرد؛ این نسخهٔ ویژه شامل شش اجرای ترانه‌های گاگا به‌وسیلهٔ هنرمندان عضو یا متحدان جامعهٔ ال‌جی‌بی‌تی بود.

## پیش‌زمینه و ضبط
نخستین آلبوم استودیویی لیدی گاگا، شهرت، در سال ۲۰۰۸ منتشر شد و نقدهای عموماً مطلوبی از منتقدان گرفت و در صدر جدول فروش چندین کشور بود. پس از موفقیت جهانی این آلبوم، نسخه مجدد آن با عنوان هیولای شهرت در سال ۲۰۰۹ منتشر شد که با تحسین منتقدان نیز مواجه گردید. گاگا این دو آلبوم را به‌دلیل سبک‌ها و مفاهیم متضادشان، یین و یانگ توصیف کرد.
گاگا در مارس ۲۰۱۰ علناً اعلام کرد در حال کار بر روی آلبوم جدیدی است و گفت بیشتر ترانه‌های این پروژه را نوشته است. در همین حین، تهیه‌کننده ردوان آن را «آلبوم آزادی» گاگا توصیف کرد. تروی کارتر، مدیر برنامهٔ وقت گاگا، بر این باور بود که وجههٔ عمومی گاگا پس از انتشارش شروع به تغییر خواهد کرد. گاگا چند ماه بعد گفت که نوشتن ترانه‌های آلبوم را به پایان رسانده است: «خیلی سریع پیش آمد. ماه‌ها در حال کار روی آن بوده‌ام و به شدت احساس می‌کنم که در حال حاضر به پایان رسیده است. برای برخی از هنرمندان سال‌ها طول می‌کشد. من نه. هر روز موسیقی می‌نویسم.» او نخستین بار در همان سال طی یک مصاحبه‌ای به اینگونه زاده شده‌ام اشاره کرد و به آنچه که او فیلم زندگی خود می‌نامد پاسخ داد. در مصاحبه دیگری، او آلبوم را «سرود [این] نسل» خواند و ادامه داد: «این آلبوم شامل بزرگ‌ترین موسیقی‌ای است که تا به حال نوشته‌ام. در حال حاضر اولین تک‌آهنگ این آلبوم جدید را نوشته‌ام و به شما قول می‌دهم که این آلبوم، برترین کار در حرفهٔ من است.»
اینگونه زاده شده‌ام مدتی در بحبوحه تور مانستر بال (۲۰۰۹–۲۰۱۱) نوشته و ضبط شده بود. در کنار جلساتی در اتوبوس‌های تور، جلسات ضبط و میکس آلبوم در استودیوهای مختلفی صورت گرفت: تمام مسترینگ‌ها در استودیوی اوسیس مسترینگ در بربنک انجام شد. برایان می، گیتاریست گروه کوئین و کلارنس کلمونس، یکی از اعضای سابق گروه ئی استریت بند با گاگا در این آلبوم همکاری کردند.

## نگارش و ترکیب‌بندی

### تأثیرات و مضامین
در خصوص ترکیب موسیقی، اینگونه زاده شده‌ام تغییر سبک قابل توجهی در مقایسه با آثار پیشین گاگا داشته است. این آلبوم طیف وسیع‌تری از ژانرهای موسیقی مانند اپرا، هوی متال، راک اند رول، یوروپاپ، الکترو-اینداستریال، دیسکو و موسیقی هاوس را در بر می‌گیرد و علاوه بر این دارای انواعی از سازها و سبک‌های موسیقی است. برای مثال، هنگامی که گاگا اجرای ترانهٔ «اینگونه زاده شده‌ام» را به پایان می‌رساند، صدای نوعی ارگ شنیده می‌شود. آواز هم‌سرایان مرد با الهام از سرودهای گریگوری یکی از مشخصه‌های برجسته در «بلادی مری» است. گیتارها و ویولن‌ها در «امریکانو» و گیتارهای الکتریکی در «بچه‌های بد» نیز از دیگر سازها هستند. ترانه‌های «مو» و «لبه افتخار» از سایر قطعات آلبوم‌ها متمایز هستند، زیرا در آن نوعی ساکسوفون – به نوازندگی کلمونس، یکی از اعضای برجسته گروه ئی استریت بند – می‌تواند در سرتاسر آن شنیده شود.
گاگا در چندین مصاحبه اظهار داشت که بیشتر از مدونا، ویتنی هیوستون و بروس اسپرینگستین الهام گرفته است؛

## لیست ترانه‌ها
| شماره | نام                               | مدت  |
| ----- | --------------------------------- | ---- |
| ۱.    | «ازدواج با شب»                    | ۴:۲۵ |
| ۲.    | «این گونه زاده شده‌ام»             | ۴:۲۰ |
| ۳.    | «فاحشه حکومتی»                    | ۴:۱۴ |
| ۴.    | «یهودا»                           | ۴:۰۹ |
| ۵.    | «آمریکایی»                        | ۴:۰۷ |
| ۶.    | «مو»                              | ۵:۰۸ |
| ۷.    | «شایزه»                           | ۳:۴۶ |
| ۸.    | «مریم خونین»                      | ۴:۰۵ |
| ۹.    | «بچه‌های بد»                       | ۳:۵۱ |
| ۱۰.   | «بزرگراه اسب شاخدار (جاده عشق)»   | ۴:۱۶ |
| ۱۱.   | «عاشق هوی متال Heavy Metal Lover» | ۴:۱۳ |
| ۱۲.   | «کلیسای الکتریکی»                 | ۴:۱۲ |
| ۱۳.   | «تو و من»                         | ۵:۰۷ |
| ۱۴.   | «لبه افتخار»                      | ۵:۲۱ |